# Big Time Sensuality
«Big Time Sensuality» es el cuarto sencillo del álbum debut de la cantante y compositora Björk. Es una canción de ritmo rápido y house-rock muy alegre, sobre disfrutar la vida para que esta sea plena. Esta canción ayudó a Björk a crecer su popularidad en todo el mundo, especialmente en EE. UU..

## Historia y grabación
Según la propia Björk esta canción trata sobre sus amigos:

«Muchas de mis canciones tratan de mis amigos (incluida «Big time sensuality»), no de mis amantes. No es erótica ni sensual, aunque suene como si lo fuese.»
Björk,bjokr.fr

[cita requerida]

## Videoclip
El videoclip fue dirigido por Stéphane Sednaoui. En el videoclip aparece Björk subida a la parte trasera de un camión sin carga bailando por las calles de Nueva York al mediodía. La versión usada en el videoclip es una versión extendida del "Fluke Minimix". 
Además hay una versión alterna, rodada de noche, que está publicada únicamente en el DVD The Work of Stéphane Senadoui. Se puede ver aquí

## Lista de canciones
UK CD1

1. «Big Time Sensuality» - 3:56
2. «Síðasta Ég» - 2:57
3. «Glóra» - 1:43
4. «Come To Me» (Black Dog Productions Mix) - 5:02

UK CD2

1. «Big Time Sensuality» (The Fluke Minimix) - 4:09
2. «Big Time Sensuality» (Dom. T - Big Time Club Mix) - 6:09
3. «Big Time Sensuality» (Justin Robertson - Lionrock Wigout Vox) - 7:21
4. «Big Time Sensuality» (Morales Def Radio Mix) - 3:34
5. «Big Time Sensuality» (The Fluke Magimix) - 5:51
6. «Big Time Sensuality» (Justin Robertson's Prankster's Joyride) - 7:03
7. «Big Time Sensuality» (The Fluke Moulimix) - 5:43

UK Vinilo 12"

Cara A
1. «Big Time Sensuality» (Morales Def Klub Mix)
2. «Big Time Sensuality» (Justin Robertson Pranksters Joyride)

Cara B
1. «Big Time Sensuality» (The Fluke Minimix)
2. «Big Time Sensuality» (Dom. T Big Time Club Mix)

UK Vinilo 12" Promo (1)

Cara A
1. «Big Time Sensuality» (Morales Radio Mix) - 3:43
2. «Big Time Sensuality» (Morales Def Klub Mix) - 8:00
3. «Big Time Sensuality» (Morales U.S.A. Mix) - 6:28

Cara B
1. «Big Time Sensuality» (Lionrock Wigout Mix) - 7:38
2. «Big Time Sensuality» (Pranksters Joyride) - 6:55

UK Vinilo 12" Promo (2)

Cara A
1. «Big Time Sensuality» (Moulimix) - 5:46
2. «Big Time Sensuality» (Magimix) - 5:54

Cara B
1. «Big Time Sensuality» (Big Time Club Mix) - 6:31
2. «Big Time Sensuality» (Growly Dub Mix) - 6:57

UK Vinilo 12" Promo (3)

Cara A
1. «Big Time Sensuality» (Moulimix) - 5:46
2. «Big Time Sensuality» (Magimix) - 5:54

Cara B
1. «Big Time Sensuality» (Lionrock Wigout Mix) - 7:38
2. «Big Time Sensuality» (Prankster's Joyride) - 6:55

HOL CD1

1. «Big Time Sensuality» - 3:54
2. «Big Time Sensuality» (The Fluke Magimix) - 5:50
3. «Big Time Sensuality» (Justin Robertson - Lionrock Wigout Vox) - 7:21
4. «Big Time Sensuality» (Morales Def Radio Mix) - 3:33

HOL CD2

1. «Big Time Sensuality» - 3:54
2. «Síðasta Ég» - 2:57
3. «Glóra» - 1:43
4. «Big Time Sensuality» (Black Dog Productions) - 5:02

ESP CD Promo

1. «Big Time Sensuality» - 3:56
2. «The Anchor Song» - 3:32

EEUU CD

1. «Big Time Sensuality» (LP Version)
2. «Síðasta Ég»
3. «Glóra»
4. «Come To Me» (Black Dog Productions Remix)
5. «Big Time Sensuality» (The Fluke Minimix)

EEUU CD Promo (1)

1. «Big Time Sensuality» - 3:56

EEUU CD Promo (2)

1. «Big Time Sensuality» (The Fluke Minimix) - 4:09
2. «Big Time Sensuality» (LP Version) - 3:56

US Vinilo 12" (1)

Cara A
1. «Big Time Sensuality» (The Fluke Magimix) - 5:56
2. «Big Time Sensuality» (Dom. T Growly Dub Mix) - 6:50

Cara B
1. «Big Time Sensuality» (Morales Def Klub Mix) - 8:00
2. «Big Time Sensuality» (Justin Robertson Lionrock Wigout Mix) - 7:48

US Vinilo 12" (2)

Side A
1. «Big Time Sensuality» (Morales USA Mix) - 6:27
2. «Big Time Sensuality» (The Fluke Minimix) - 4:09

Side B
1. «Big Time Sensuality» (Nelle Hooper Extended Mix) - 5:32
2. «Big Time Sensuality» (LP Version) - 3:51
3. «Violently Happy» (Masters At Work Dub) - 5:06

AUS Vinilo 12" Promo

Side A
1. «Big Time Sensuality» (J.R. Lionrock Wigout Mix)
2. «Big Time Sensuality» (David Morales Def Klub Mix)

Side B
1. «Big Time Sensuality» (Fluke Vocal Mix)
2. «Big Time Sensuality» (Dom. T Club Mix)

JPN CD

1. «Big Time Sensuality» - 3:54
2. «Síðasta Ég» - 2:57
3. «Glóra» - 1:43
4. «Come To Me» (Black Dog Productions) - 5:02